# Palpita candicantis
Palpita candicantis es una especie de polillas perteneciente a la familia Crambidae descrita por Hiroshi Inoue en 1997. 
Se encuentra en las islas Espíritu Santo y Namatasopa de Vanuatu.